# Månillusionen

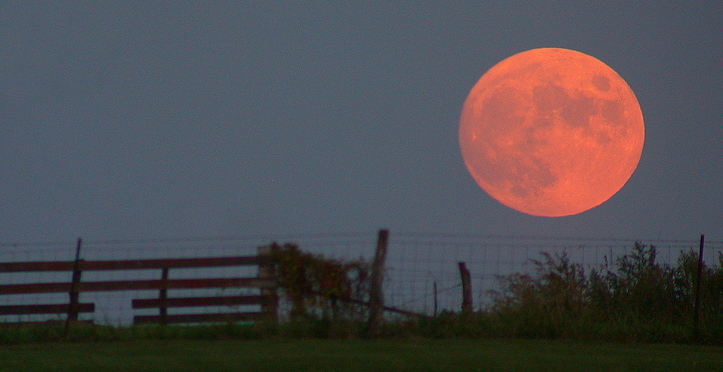
Lågt stående måne.

Månillusionen är ett fenomen i naturen, där månen ser ut att vara större när den är nära horisonten än när den befinner sig högre uppe på himlen.
Att månen syns rödare när den står närmare horisonten beror på att dess strålar då passerar genom mer av jordens atmosfär, och sprids mera genom Rayleigh-spridning. Att månen samtidigt verkar större än vanligt tycks däremot vara en synvilla. Troligtvis har den en psykologisk orsak, det vill säga en rent upplevelsemässig feltolkning av synintrycken, som kan ha att göra med att vi jämför månen med föremål i förgrunden längs horisonten. Den verkar då mycket större än när vi ser den utan referensobjekt uppe på himlen. Den tolkningen är dock inte problemfri eftersom samma illusion rapporterats av personer som befunnit sig mitt ute på havet där inga jämförelseobjekt finns vid horisonten. En förklaring som är oberoende av yttre miljö är att alla människor bär på en förvrängd uppfattning av himlavalvets form. Vår hjärna har programmerats till att tro att objekt nära horisonten ligger längre bort än de som befinner sig ovanför oss.
Fenomenet brukar i Sverige särskilt uppmärksammas under månskensnätterna i augusti, då den då lågt stående röda "augustimånen" brukar verka extra stor. I Sverige brukar man också kalla augustimånen "kräftmåne", eftersom den sammanfaller med de svenska "kräftskivorna".